# Seznam španskih izumiteljev
Seznam španskih izumiteljev.

## C
- Julio Cervera Baviera (1854-1927)

## F
- Alejandro Finisterre (1919-2007)

## G
- Blasco de Garay (1500-1552)

## M
- Narcís Monturiol i Estarriol (1819-1885)